# Хронограф (книга)
Хронограф — середньовічний твір зі всесвітньої історії.

## Історія
Перші хронографи з'явилися у Візантії. На Русі починаючи з XI століття були поширені «Хронографи», перекладені з європейських мов, вони постійно переписувалися та доповнювалися. У XV столітті в Україні були складені нові списки: «Хронограф» 1442 та «Руський хронограф» середини XV століття. Можна виділити «Повість про взяття Царграда турками в 1453» Нестора-Іскандера — українця, що перебував у той час у турецькому полоні та був свідком описуваних подій.
В Україні хронографи були компіляцією з перекладних грецьких хронік Івана Малали, Гамартола, Йосифа Флавія, Біблії та українських літописів. Сліди користування хронографами помітні вже в кінці Нестерового літопису. Галицько-Волинський Літопис теж згадує якийсь хронограф.
Пізніше відомі два типи хронографів: так званий, «еллінськорим», в основу якого покладено грецькі світські хроніки, та «юдейський», що тримається головним чином Біблії. Протягом XVI—XVII століть створюються нові редакції «Хронографів», до яких регулярно включаються майже всі новонаписані та новоперекладені історичні та географічні твори. Вони становили головне джерело знання про античний світ.

## Український хронограф
Перша відома спроба створення оригінального хронографа в Україні належить до 16 ст. Це Віленський хронограф— звід, що зберігся й досі, який висвітлював події давньої історії до взяття Єрусалима римським воєначальником Титом Флавієм Веспасіаном у 70. Значно більшу популярність здобув Український хронограф
1-ї редакції, створений між 1550 і 1596. При його написанні було, зокрема, використано хронограф 1442 серба Пахомія Логофета (деякі дослідники вважають, що було використано іншу пам'ятку, а саме: російський хронограф 1512). В Українському хронографі 1-ї редакції невідомим автором значно скорочені відомості з біблійної історії, історії Київської Русі, Московської держави, а водночас велика увага приділена середньовічній історії країн Центральної та Західної Європи (до 1532). Додатковий матеріал автор брав з Еллінського літописця 2-ї редакції (1-ї пол. 13 ст.), з хроніки Іоанна Малали, житія кн. Стефана Лазаревича і, особливо, космографії М.Бєльського 1550 («Kronika wszystkiego świata»; див. М. і Й. Бєльські). Автор Українського хронографа 1-ї редакції прагнув також вмістити на сторінках свого твору факти, які б допомогли українському та білоруському православному читачеві в полеміці з католиками. У часи панування польського короля Владислава IV Ваза (1632—48) було створено Український хронограф 2-ї редакції («Літописець, сі ест кройніка»).
Цю пам'ятку часто називають хронікою Леонтія Боболинського, ієромонаха Троїцько-Іллінського монастиря в Чернігові, пізніше — Видубицького Свято-Михайлівського монастиря в Києві, однак він був насправді творцем лише одного з пізніх (1699) списків пам'ятки і оригінальної передмови до цього списку. Здійснив Леонтій Боболинський також і деяку редакторську роботу, зокрема додавши до тексту пам'ятки фрагменти із «Синопсису», друкованого в Києво-Печерській лаврі 1680. Оригінал Українського хронографа 2-ї редакції не зберігся, існують три його варіанти (зберігаються в Інституті рукопису НБУВ в Києві, Російському державному архіві давніх актів у Москві, відділі рукописів Бібліотеки Чарторийських у Кракові), які дають можливість реконструювати первісний текст. Згадана пам'ятка поділяється на дві частини. У першій викладалася всесвітня історія з найдавніших часів до 17 ст., у другій («Славеноруська кройніка») — історія Руси-України, Литви та Польщі, яка починалася з найдавнішого періоду і завершувалася часами Владислава IV Ваза.
В основі пам'ятки лежать Український хронограф 1-ї редакції, хроніки О.Гваньїні, М.Стрийковського, польськомовний друкований «Компендіум» (1625) П. Демитровича та інші писемні й усні пам'ятки.
Для автора Українського хронографа 2-ї редакції є характерним прагнення вписати історію України у світовий, насамперед західно-європейський, контекст, він виявляє значну зацікавленість походженням слов'янських і прибалтійських народів, історією християнства. У цьому хронографі збережено ряд важливих оригінальних звісток, у тому числі й унікальних, що стосуються доби Київської Русі. Ця пам'ятка вплинула на багато історико-літературних та історичних творів в Україні 17—18 ст. Український хронограф 2-ї редакції зберігся в понад 10-ти списках.